# Mbarma
Mbarma  est une localité du Cameroun située dans la commune de Makary, le département du Logone-et-Chari et la Région de l'Extrême-Nord, au sud du lac Tchad. Elle fait partie du canton de Makary rural.

## Population
Lors du recensement de 2005, on y a dénombré 49 personnes.